# Nanteuil-le-Haudouin
Nanteuil-le-Haudouin és un municipi francès, situat al departament de l'Oise i a la regió dels Alts de França. L'any 2007 tenia 3.250 habitants.

## Demografia

### Població
El 2007 la població de fet de Nanteuil-le-Haudouin era de 3.250 persones. Hi havia 1.209 famílies de les quals 307 eren unipersonals (110 homes vivint sols i 197 dones vivint soles), 323 parelles sense fills, 469 parelles amb fills i 110 famílies monoparentals amb fills.
La població ha evolucionat segons el següent gràfic:
Habitants censats

### Habitatges
El 2007 hi havia 1.317 habitatges, 1.225 eren l'habitatge principal de la família, 17 eren segones residències i 75 estaven desocupats. 818 eren cases i 493 eren apartaments. Dels 1.225 habitatges principals, 671 estaven ocupats pels seus propietaris, 519 estaven llogats i ocupats pels llogaters i 35 estaven cedits a títol gratuït; 49 tenien una cambra, 145 en tenien dues, 243 en tenien tres, 331 en tenien quatre i 458 en tenien cinc o més. 791 habitatges disposaven pel capbaix d'una plaça de pàrquing. A 599 habitatges hi havia un automòbil i a 467 n'hi havia dos o més.

### Piràmide de població
La piràmide de població per edats i sexe el 2009 era:
| Homes | Edats   | Dones |
| ----- | ------- | ----- |
| 0     | 95 o +  | 0     |
| 0     | 90 a 94 | 12    |
| 8     | 85 a 89 | 28    |
| 12    | 80 a 84 | 28    |
| 40    | 75 a 79 | 48    |
| 76    | 70 a 74 | 40    |
| 44    | 65 a 69 | 36    |
| 52    | 60 a 64 | 72    |
| 60    | 55 a 59 | 44    |
| 120   | 50 a 54 | 96    |
| 128   | 45 a 49 | 120   |
| 84    | 40 a 44 | 100   |
| 128   | 35 a 39 | 116   |
| 124   | 30 a 34 | 124   |
| 152   | 25 a 29 | 116   |
| 108   | 20 a 24 | 120   |
| 100   | 15 a 19 | 124   |
| 108   | 10 a 14 | 108   |
| 120   | 5 a 9   | 116   |
| 104   | 0 a 4   | 100   |

## Economia
El 2007 la població en edat de treballar era de 2.167 persones, 1.686 eren actives i 481 eren inactives. De les 1.686 persones actives 1.541 estaven ocupades (859 homes i 682 dones) i 145 estaven aturades (73 homes i 72 dones). De les 481 persones inactives 119 estaven jubilades, 194 estaven estudiant i 168 estaven classificades com a «altres inactius».

### Ingressos
El 2009 a Nanteuil-le-Haudouin hi havia 1.269 unitats fiscals que integraven 3.262 persones, la mediana anual d'ingressos fiscals per persona era de 19.492,5 €.

### Activitats econòmiques
Dels 109 establiments que hi havia el 2007, 2 eren d'empreses alimentàries, 1 d'una empresa de fabricació de material elèctric, 1 d'una empresa de fabricació d'altres productes industrials, 9 d'empreses de construcció, 17 d'empreses de comerç i reparació d'automòbils, 14 d'empreses de transport, 8 d'empreses d'hostatgeria i restauració, 6 d'empreses d'informació i comunicació, 4 d'empreses financeres, 11 d'empreses immobiliàries, 15 d'empreses de serveis, 15 d'entitats de l'administració pública i 6 d'empreses classificades com a «altres activitats de serveis».
Dels 38 establiments de servei als particulars que hi havia el 2009, 1 era una oficina d'administració d'Hisenda pública, 1 gendarmeria, 1 oficina de correu, 3 oficines bancàries, 3 tallers de reparació d'automòbils i de material agrícola, 1 autoescola, 1 paleta, 3 guixaires pintors, 2 fusteries, 2 lampisteries, 5 perruqueries, 7 restaurants, 6 agències immobiliàries i 2 salons de bellesa.
Dels 11 establiments comercials que hi havia el 2009, 1 era un hipermercat, 2 botiges de menys de 120 m², 3 fleques, 1 una fleca, 1 una peixateria, 1 una sabateria, 1 una botiga de mobles i 1 una joieria.
L'any 2000 a Nanteuil-le-Haudouin hi havia 12 explotacions agrícoles.

## Equipaments sanitaris i escolars
El 2009 hi havia 1 un hospital de tractaments de llarga durada i 1 farmàcia.
El 2009 hi havia una escola elemental. Nanteuil-le-Haudouin disposava d'un col·legi d'educació secundària amb 676 alumnes.

## Poblacions més properes
El següent diagrama mostra les poblacions més properes.